# ウリ・カッツエンスタイン
ウリ・カッツェンスタイン（ヘブライ語: אורי קצנשטיין‎、英:Uri Katzenstein、1951年2月17日 - 2018年8月24日）は、イスラエルの彫刻家であり視覚芸術家。音楽家として楽器や音響機器を製造したり、映像製作者でもあった。

## 生い立ち
1951年、イスラエルのテルアビブで生まれたウリは、ホロコースト以前にイスラエルへ移住したドイツ生まれの両親の一人息子だった。若い頃は音楽をたしなみ、彼は幾つかのロックバンドに参加した。1969年、彼はイスラエル国防軍に入隊し、第四次中東戦争では衛生兵として戦った。
1970年代後半、ウリはサンフランシスコ・アート・インスティテュート(SFAI)で勉強し、美術学修士号(MFA)を授与した後にニューヨーク市へと移り、80年代はそこで暮らし活動していた。彼の初期作品は70年代後半から始まり、多彩でアバンギャルドなメディア展示、音楽、パフォーマンス、ビデオおよび音響芸術を含むものだった。1990年代半ばに、彼は彫刻の人形像を創作し始め、さらに造形物と音響機器が全て融合されていき、1回限りの視聴イベントとして構成されるようになった。

## 経歴
イスラエルに戻った後、彼とノアム・ハレヴィは「ミダス」というショーを制作した。1993年、彼はHillel MittelpunktおよびNikmat HaTraktorというバンドによるロックオペラ「サマラ」に参加した。1999年、彼はオハッド・ヒショフと一緒に『Skin O Daayba』と題する音楽アルバムを発表、これが音楽的パフォーマンスの基礎を築き上げた。2001年、彼はリナナ・ラズおよびオハッド・ヒショフと共に「ホーム」というショーを制作した。2000年代初頭、彼は個人的なアイデンティティの主題を強調しながらも、超現実的イベントで構成されるビデオ・アートを創作し始めるようになった。  
彼の著名な作品には『Patʹshegen』(1993年)と『Mishpachat ha-Achim（兄弟の家族）』(2000年)がある。彼の初期パフォーマンス作品は、The Kitchen、No-Se-No、8BC、Danceteriaなどの高名なパフォーマンス会場で定期的に発表された。彫刻、ビデオ、インスタレーションといった彼の作品は、国立ロシア美術館（サンクトペテルブルク）、チェルシー美術館（ニューヨーク）、デュッセルドルフ美術館、イスラエル博物館、デューク大学美術館（ノースカロライナ州）などの美術館で展示された。カッツェンスタインは、1991年のサンパウロ・ビエンナーレ、2001年のヴェネツィア・ビエンナーレ、翌2002年のブエノスアイレス・ビエンナーレ（1位受賞）、そして2005年の第9回イスタンブール・ビエンナーレに参加した。彼のパフォーマンス作品は、ロンドン、ベルリン、サンフランシスコ、カーディフ (ウェールズ)、サンティアゴ・デ・コンポステーラ (スペイン)、ニューヨーク市、テルアビブの劇場やギャラリーに現れた。    
ウリ・カッツェンスタインは、2003年から亡くなるまで、ハイファ大学人文学部の美術学科で講義を受け持っていた。2018年8月24日に死去、享年67歳。
彼の死後2018年9月、彼が製作中だった展示物が『The Institute of Ongoing Things』と題され、アムステルダムのユダヤ歴史博物館で公開された。2019年1月、ニューヨーク市のタイムズスクエアにあるZAZ10TSで、彼が取り組んでいたもう一つの展示物『You Never Know』が公開された。

## 受賞
ウリ・カッツェンスタインの受賞は次の通り。
- 1982年：Creativity Encouragement Award（創造奨励賞）、イスラエル教育省
- 1989年：Work Completion Award（作品完成賞）、イスラエル教育省
- 1992年：助成金、アメリカ・イスラエル文化財団(AICF）
- 1998年：視覚芸術分野のクリエイター助成金、イスラエル教育省
- 2000年：イスラカート賞、テルアビブ美術館
- 2001年：ビエンナーレ賞、イスラエル・パビリオン、イタリアのヴェネツィア・ビエンナーレ
- 2002年：第1位、アルゼンチンのブエノスアイレス・ビエンナーレ・オブ・アート
- 2014年：ダン・サンドラー＆サンドラー財団賞（彫刻部門）、テルアビブ美術館[10][11][12]
- 2017年：ディゼンコフ賞（英語版）

## 著書
- ha-Biʼanaleh ha-benleʼumit ha-21 shel San-Paʼulo 1991, Yiśraʼel (1991). by Nurit Daṿid, Yehoshuʻa Borḳovsḳi, Yiśraʼel Rabinovits, Uri Ḳatzenstein OCLC 58404699
- פתשגן / Patʹshegen (1993). by Uri Katzenstein ISBN 978-965-278-130-7
- Uri Katzenstein : missive : The Israel Museum, Jerusalem, (1993). by Uri Katzenstein OCLC 600838262
- Families (2000). by Uri Katzenstein; Duke University. Evans Family Cultural Residency Program. OCLC 49932271
- Uri Katzenstein : home : Venice Biennale 2001, the Israeli Pavilion (2001). by Uri Katzenstein; Yigal Zalmona; Ishai Adar; Binya Reches OCLC 753440505
- Hope machines (2007). by Uri Katzenstein; Merkaz le-omanut ʻakhshaṿit (Tel Aviv, Israel) OCLC 477287150
- Backyard (2015) by Uri Katzenstein; Tel-Aviv Museum ISBN 978-965-539-109-1

## ギャラリー

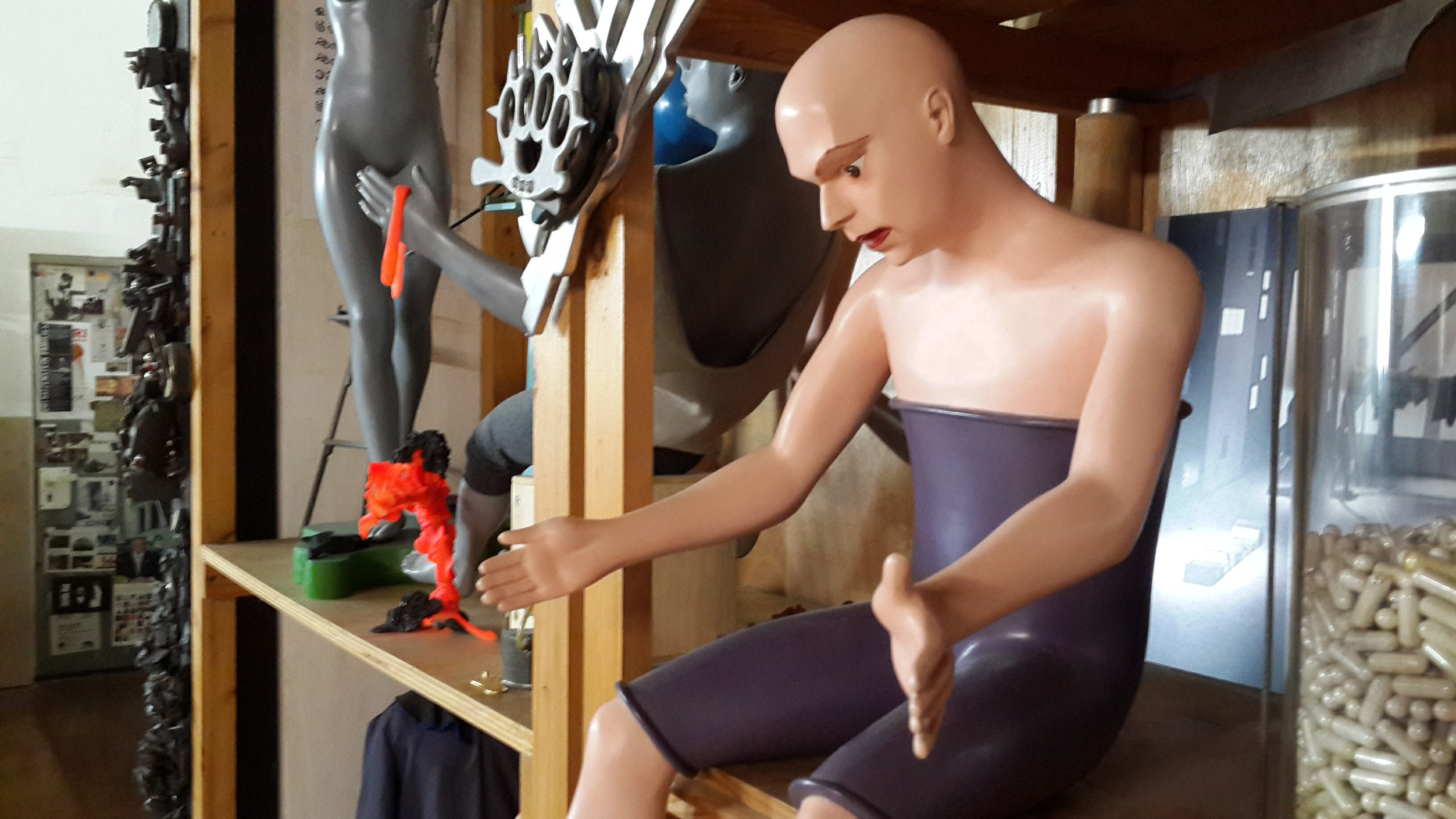
テルアビブの彼の作業場にある作品。2017年4月
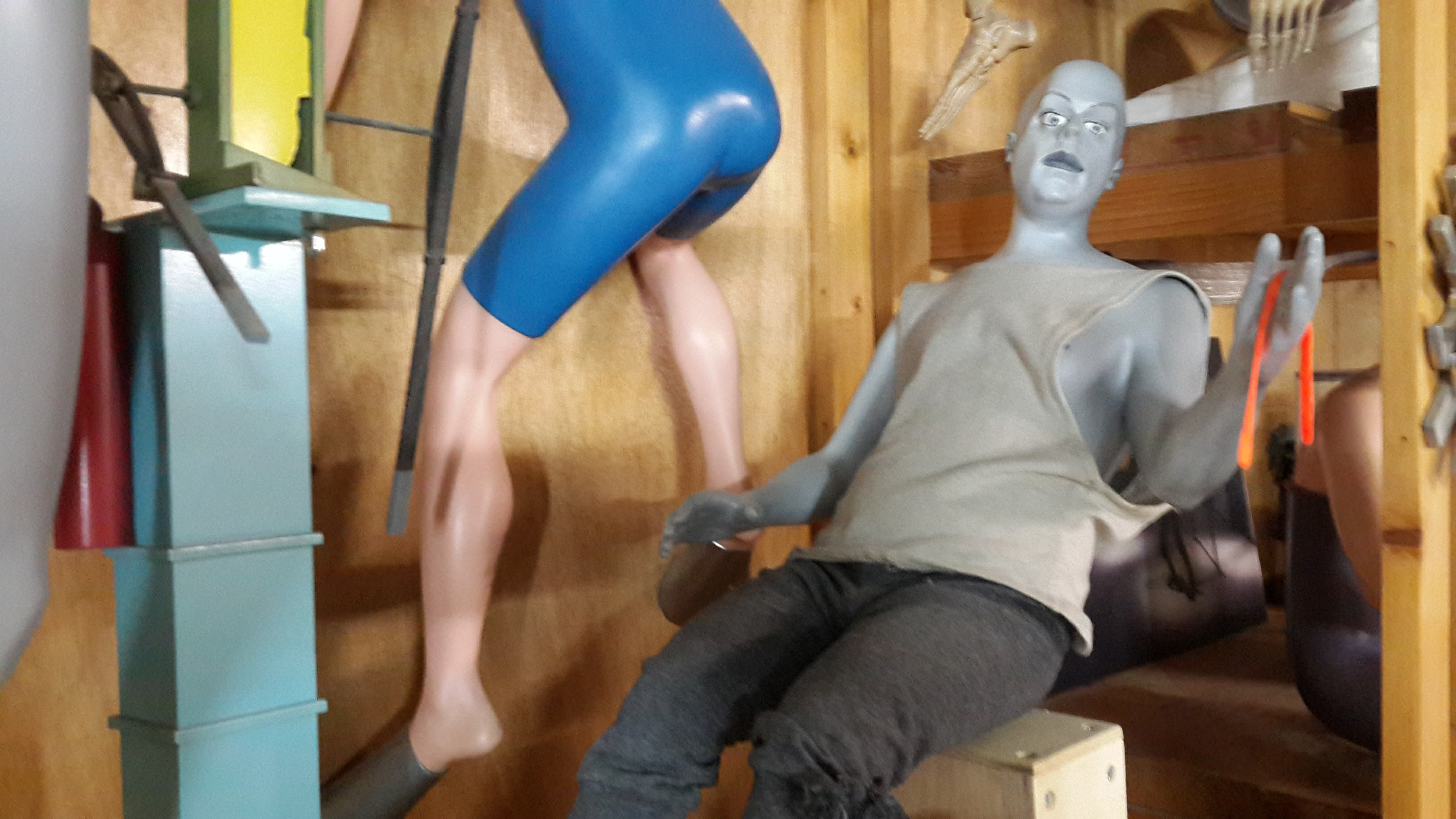
テルアビブの彼の作業場にある作品。2017年4月
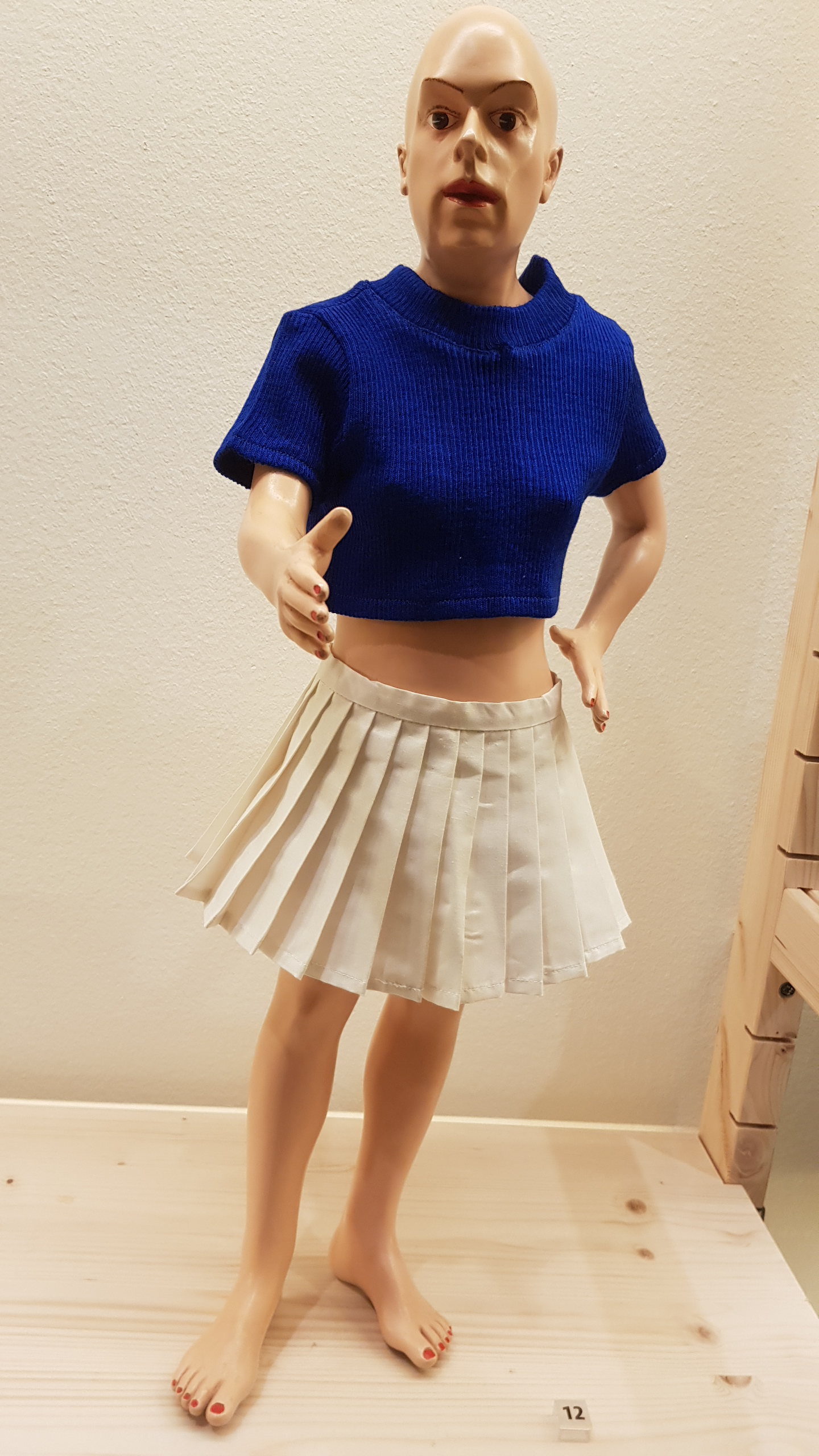
アムステルダムのユダヤ歴史博物館にある彼の展示『The Institute of Ongoing Things』より。2019年1月
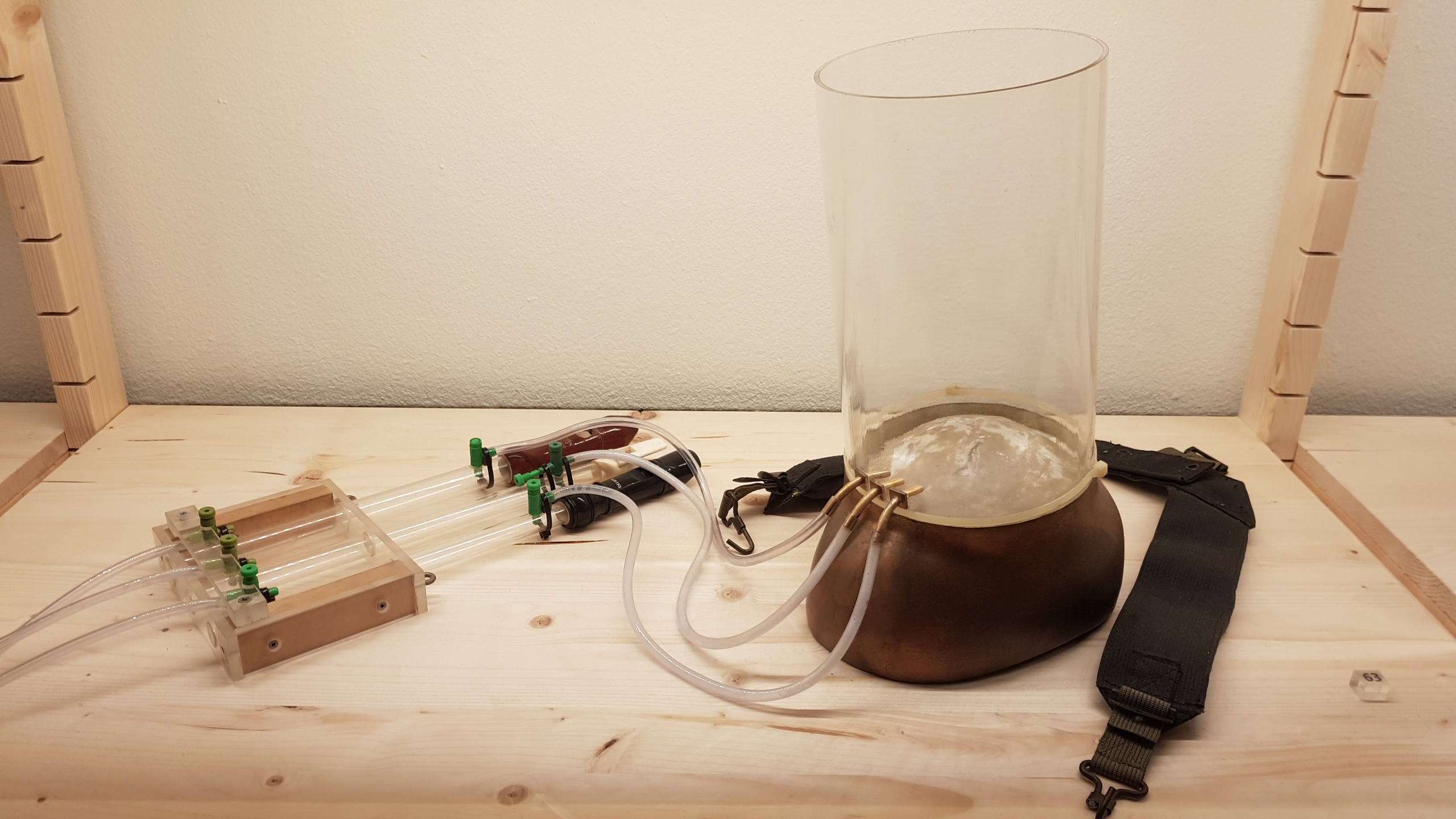
アムステルダムのユダヤ歴史博物館にある彼の展示『The Institute of Ongoing Things』より。2019年1月
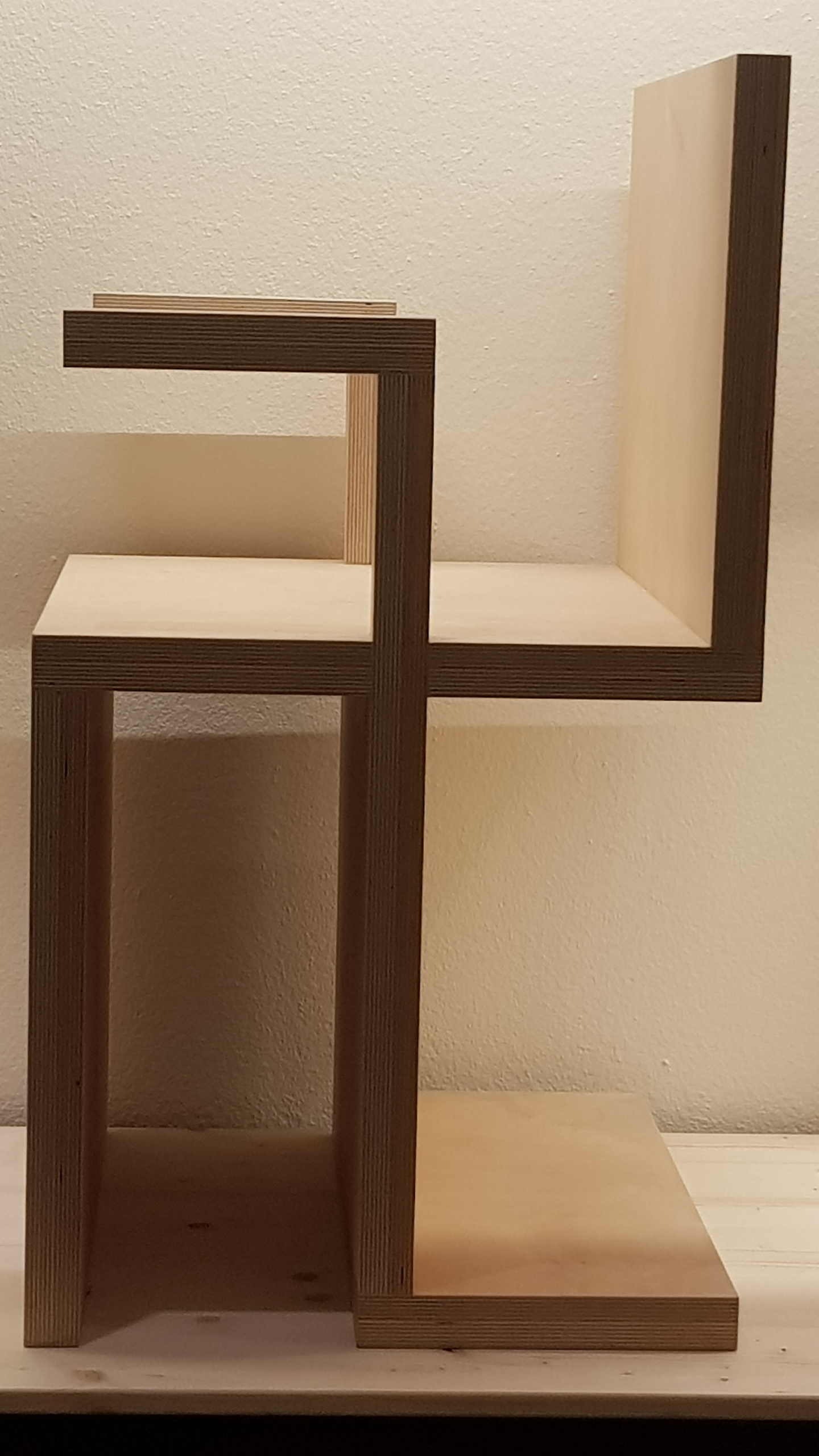
アムステルダムのユダヤ歴史博物館にある彼の展示『The Institute of Ongoing Things』より。2019年1月
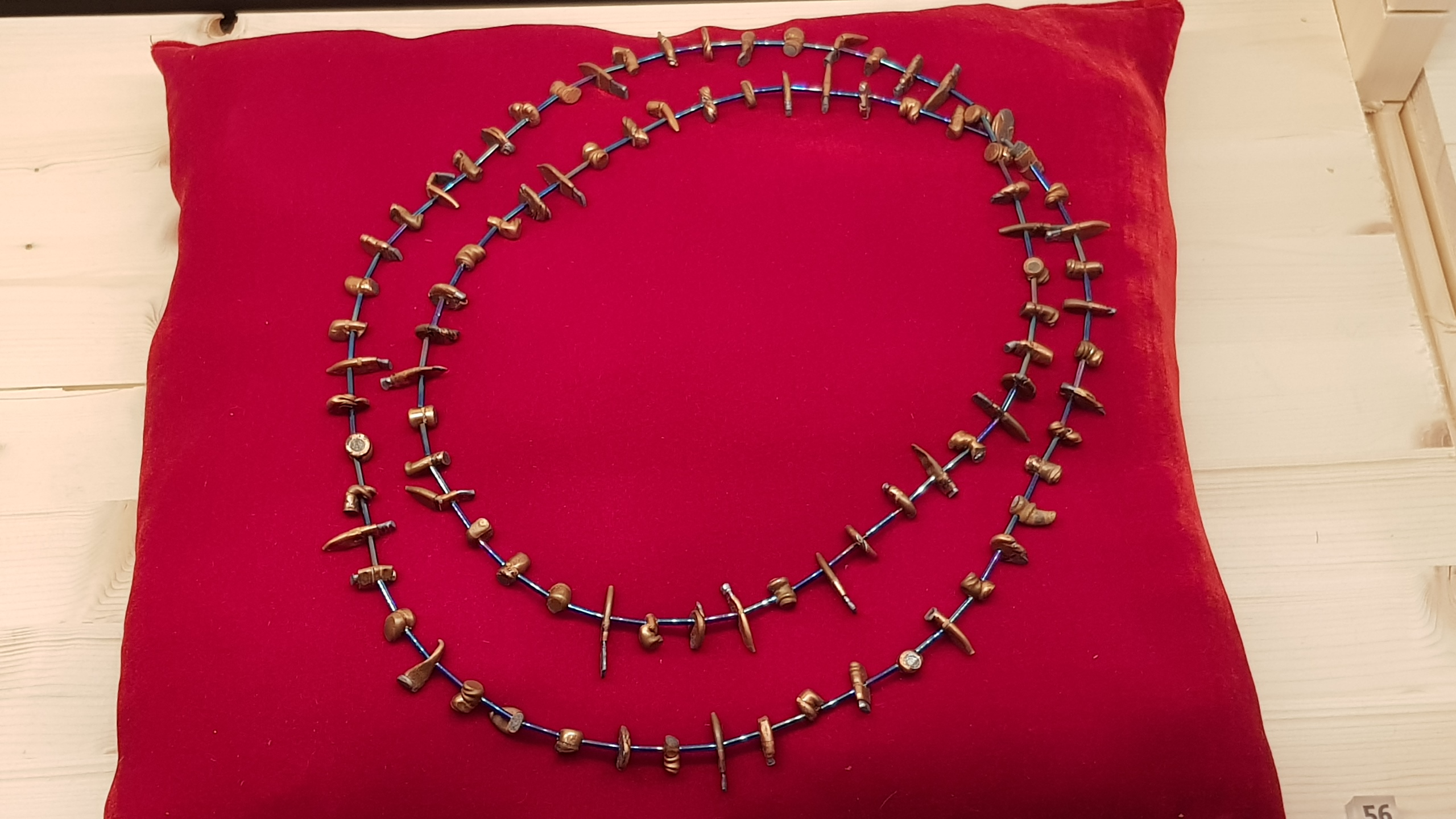
アムステルダムのユダヤ歴史博物館にある彼の展示『The Institute of Ongoing Things』より。2019年1月